# Línea 119 (EMT Madrid)
La línea 119 de la EMT de Madrid une Atocha con el Barrio de Goya (distrito de Latina).

## Características
Esta línea conecta la estación de Atocha (caminando algunos metros) con el barrio donde se encontraba la antigua estación ferroviaria de Goya pasando por el interior del barrio de San Isidro (distrito de Carabanchel).
Originalmente, la línea 119 de la EMT realizaba el trayecto Glorieta Carlos V - Colonia Tercio Terol y sustituía la línea periférica P-19 que fue municipalizada por la EMT. Fue creada el 20 de mayo de 1980 y fue ampliado su recorrido a través de la calle Alhambra y la calle del Concejal Francisco José Jiménez Martín hasta el barrio de Goya para dar cobertura al mismo además de cambiar la denominación Glorieta Carlos V por Atocha.

### Frecuencias
| Lunes a viernes laborables |               |
| De 6:00 a 7:00             | 12-20 minutos |
| De 7:00 a 21:00            | 12-17 minutos |
| De 21:00 a 23:00           | 15-20 minutos |
| Sábados laborables         |               |
| De 6:00 a 8:00             | 17-22 minutos |
| De 8:00 a 21:00            | 17-20 minutos |
| De 21:00 a 23:00           | 20-25 minutos |
| Domingos y festivos        |               |
| De 7:00 a 10:00            | 17-30 minutos |
| De 10:00 a 21:00           | 17-21 minutos |
| De 21:00 a 23:00           | 20-30 minutos |

## Recorrido y paradas

### Sentido Barrio de Goya
La línea inicia su recorrido en el Paseo de Santa María de la Cabeza, en un punto muy próximo a la estación de Atocha, paseo por el que sale para empezar su recorrido girando enseguida a la derecha por la calle Marqués de la Valdavia, que recorre entera girando al final a la izquierda para incorporarse a la Ronda de Atocha.
A continuación, circula por la Ronda de Atocha y su continuación, Ronda de Valencia, hasta llegar a la Glorieta de Embajadores, que atraviesa saliendo por el paseo de las Acacias, que recorre entera hasta la Glorieta de las Pirámides, que abandona para cruzar sobre el río Manzanares llegando a la Glorieta del Marqués de Vadillo.
Desde esta glorieta sale por la calle General Ricardos, que recorre hasta llegar a la intersección con la calle Blasa Pérez, girando a la derecha para incorporarse a la misma entrando en el barrio de San Isidro.
Por dentro del barrio de San Isidro, la línea circula por las calles de Blasa Pérez, Tercio, Ervigio, Fragata, Zaida y El Toboso, saliendo al final de esta última a la Avenida de Nuestra Señora de Valvanera en dirección a la Glorieta de los Cármenes, donde acaba esta avenida.
Desde esta glorieta, la línea sale por la calle Alhambra, que recorre hasta la intersección con la calle del Concejal Francisco José Jiménez Martín, que toma girando a la derecha. Por esta calle llega hasta casi el final y gira a la izquierda para circular por la calle de Pablo Sarasate, donde tiene su cabecera.
| Código | Parada                                         | Común con               | Conexiones con Metro y Cercanías | Otros |
| ------ | ---------------------------------------------- | ----------------------- | -------------------------------- | ----- |
| 2308   | ATOCHA (Pº Sta. María de la Cabeza, 4)         | 36 41                   | Estación del Arte                |       |
| 2309   | Marqués de la Valdavia                         | 36 41                   |                                  |       |
| 84     | Teatro Circo Price                             | 27 34 36 41 C1 C03      |                                  |       |
| 320    | Embajadores-Ronda de Valencia                  | 34 36 41 C1 C03 VAC-246 | Embajadores                      |       |
| 322    | Embajadores-Acacias                            | 34 36                   |                                  |       |
| 324    | Acacias                                        | 34 36 62 116 118        | Acacias                          |       |
| 326    | Olmos                                          | 34 36 62 116 118        |                                  |       |
| 4669   | Pirámides Cercanías                            | 34 36 62 116 118        |                                  |       |
| 327    | Pirámides                                      | 34 36 62 116 118        | Pirámides                        |       |
| 329    | Marqués de Vadillo                             | 34 35 118               | Marqués de Vadillo               |       |
| 5624   | General Ricardos-Iglesia                       | 34 35 118               |                                  |       |
| 4239   | General Ricardos-Comandante Fontanes           | 34 35 118               |                                  |       |
| 5560   | General Ricardos-Camino Viejo Leganés          | 34 35 118               |                                  |       |
| 3032   | Urgel                                          | 34 35 118               | Urgel                            |       |
| 3156   | Blasa Pérez-General Ricardos                   |                         |                                  |       |
| 3158   | El Tercio                                      |                         |                                  |       |
| 3160   | Ervigio                                        |                         |                                  |       |
| 3565   | Roger de Flor                                  |                         |                                  |       |
| 3163   | Zaida-Centro Social                            |                         |                                  |       |
| 3165   | Arroyo de las Pavas                            |                         |                                  |       |
| 2553   | Metro Carpetana                                | 55                      | Carpetana                        |       |
| 2554   | Los Cármenes                                   | 55                      |                                  |       |
| 2262   | Laguna                                         | 31 55 158               | Laguna                           |       |
| 3167   | Concejal Francisco Jiménez-Alhambra            |                         |                                  |       |
| 3169   | Concejal Francisco Jiménez-Viñegra             |                         |                                  |       |
| 4533   | Concejal Francisco Jiménez-Cocheras            |                         |                                  |       |
| 4535   | Concejal Francisco Jiménez-Caramuel            |                         |                                  |       |
| 4512   | BARRIO GOYA (C/ Pablo Sarasate frente al Nº 6) |                         |                                  |       |

### Sentido Atocha
El recorrido de vuelta es igual a la ida pero en sentido contrario con algunas excepciones:
- Al principio de su recorrido sale a la calle Caramuel, por la que circula hasta la intersección con la calle del Concejal Francisco José Jiménez Martín girando a la derecha para circular por ella.
- Dentro del barrio de San Isidro, circula por la casi totalidad de la calle El Toboso en vez de circular por las calles Tercio, Ervigio, Fragata y Zaida, desviándose al final por la calle Blasa Pérez para salir a la calle General Ricardos.
- Al franquear el río Manzanares lo hace el túnel bajo la M-30 en vez del puente paralelo al Puente de Toledo.

| Código | Parada                                         | Común con            | Conexiones con Metro y Cercanías | Otros |
| ------ | ---------------------------------------------- | -------------------- | -------------------------------- | ----- |
| 4512   | BARRIO GOYA (C/ Pablo Sarasate frente al Nº 6) |                      |                                  |       |
| 5347   | Caramuel-Sepúlveda                             |                      |                                  |       |
| 4536   | Concejal Francisco Jiménez-Caramuel            |                      |                                  |       |
| 4534   | Concejal Francisco Jiménez-Cocheras            |                      |                                  |       |
| 3170   | Concejal Francisco Jiménez-Viñegra             |                      |                                  |       |
| 3168   | Concejal Francisco Jiménez-Alhambra            |                      |                                  |       |
| 5094   | Laguna                                         | 31 55 158            | Laguna                           |       |
| 5100   | Alhambra-Cullera                               | 31 55                |                                  |       |
| 2555   | Los Cármenes                                   | 55 158               |                                  |       |
| 639    | Valvanera-Laguna                               | 25 55                |                                  |       |
| 4766   | Metro Carpetana                                | 55                   | Carpetana                        |       |
| 3166   | Arroyo de las Pavas                            |                      |                                  |       |
| 3914   | Zaida-Centro Social                            |                      |                                  |       |
| 3915   | El Toboso-Matilde Hernández                    |                      |                                  |       |
| 3916   | El Toboso-Ervigio                              |                      |                                  |       |
| 3917   | El Toboso-Blasa Pérez                          |                      |                                  |       |
| 3157   | Blasa Pérez-General Ricardos                   |                      |                                  |       |
| 336    | Urgel                                          | 34 35                | Urgel                            |       |
| 334    | General Ricardos-Camino Viejo Leganés          | 34 35 118            |                                  |       |
| 5625   | General Ricardos-Comandante Fontanes           | 34 35 118            |                                  |       |
| 331    | General Ricardos-Iglesia                       | 34 35 118            |                                  |       |
| 330    | Marqués de Vadillo                             | 34 35 118            | Marqués de Vadillo               |       |
| 328    | Pirámides                                      | 34 36 62 116 118     | Pirámides                        |       |
| 380    | Pirámides Cercanías                            | 34 36 62 116 118     |                                  |       |
| 381    | Olmos                                          | 34 36 62 116 118     |                                  |       |
| 325    | Acacias                                        | 34 36 62 116 118     | Acacias                          |       |
| 323    | Embajadores-Acacias                            | 34 36                |                                  |       |
| 321    | Embajadores-Ronda de Valencia                  | 34 36 41 C03 VAC-246 | Embajadores                      |       |
| 85     | Teatro Circo Price                             | 27 34 36 41 C2 C03   |                                  |       |
| 2308   | ATOCHA (Pº Sta. María de la Cabeza, 4)         | 36 41                | Estación del Arte                |       |

## Galería de imágenes

Mapa zonal de la estación de metro de Embajadores con los recorridos de las líneas de autobuses, entre las que aparece el 119.
Mapa zonal de la estación de metro de Acacias con los recorridos de las líneas de autobuses, entre las que aparece el 119.